# Hamodes simplicia
Hamodes simplicia is een vlinder uit de familie spinneruilen (Erebidae). De wetenschappelijke naam is voor het eerst geldig gepubliceerd in 1892 door Weymer.
De soort komt voor in tropisch Afrika.